# One Step Closer (utwór U2)
One Step Closer to piosenka rockowej grupy U2, pochodząca z jej wydanego w 2004 roku albumu, How to Dismantle an Atomic Bomb.
Piosenka znalazła się na albumie wraz ze specjalnymi podziękowaniami dla Noela Gallaghera z zespołu Oasis. Tytuł utworu wziął się z rozmowy Bono i Noela. Bono rozmawiał z przyjacielem o swoim umierającym ojcu, Bobie Hewsonie. Spytał on wtedy Gallaghera: "Do you think he believes in God?" ("Myślisz, że on wierzy w Boga?"), na co ten odpowiedział: "Well, he's one step closer to knowing." ("Cóż, jest krok bliżej, by się dowiedzieć/przekonać.").
Piosenka nigdy nie została zagrana przez grupę na żywo.